# Сиде
Сиде (на турски: Side) е античен град и известен курорт в Турция, намиращ се на около 72 км от главния път Анталия – Алания.  

## География
Разположен е на малък полуостров, дължината му е 1000 м, а широчината е 400 м. Градът се споменава в Стария завет под името Сида. Днес Сиде е важен търговски център и разполага с пристанище. Интерес представляват плажовете, водните спортове. Забавления също не липсват. В самия град се намират останките на древния град Сиде. Той датира от VII век пр. Хр. Историческите паметници, които имате възможност да видите са храма на Аполон, храма на Атина, няколко фонтана, пристанището на Сиде, театъра, двореца на епископа и базиликата към него, главния и източния портал на града и др. 

## Климат
Сиде е разположен в средиземноморската климатична зона, с горещо, сухо лято и хладна, мека зима. Средната зимна температура не пада под 10°C, пиковата лятна температура може да достигне 45°C. Средната температура на морето през зимните месеци е около 17°C, през летните около 28°C. Комфортни за отдих са месеците от май до октомври, когато в Сиде преобладава горещо, безоблачно и спокойно време с минимални валежи.

## Забележителности в Сиде
Сиде е известен с легендите за любовта между Клеопатра и Марк Антоний като тук се намира храмът на Аполон, построен в тяхна чест. В Сиде се намира и втората най-дълга плажна ивица в Турция. За любителите на исторически забележителности могат да се насладят на храма на Атина, амфитеатър, театър, двореца на епископа и базиликите към него, както и пристанището на Сиде.
Този регион е дом на множество природни забележителности, като сред най-известните е водопадът Манавгат, който се спуска от 4 метра височина. По протежението на река Манавгат, която минава през град Манавгат и се влива в Средиземно море, има пешеходни пътеки, кафенета и ресторанти. В допълнение, устието на река Манавгат, където река Манавгат се среща със Средиземно море, също си заслужава да бъде видяно. Каньонът Кьопрюлю е друго място за посещение в този регион – едно от често посещаваните места за рафтинг в Турция.

## Галерия
- Изглед от Античния театър